# Mecosaspis violacea
Mecosaspis violacea là một loài bọ cánh cứng trong họ Cerambycidae.